# 15 май
15 май е 135-ият ден в годината според григорианския календар (136-и през високосна година). Остават 230 дни до края на годината.

## Събития
- 1514 г. – Фернандо Магелан официално е освободен от служба при португалския крал.
- 1525 г. – Приключва Селската война – народно въстание, избухнало в Европа през 1524 г.
- 1567 г. – Мария Стюарт, кралицата на Шотландия се омъжва за Джеймс Хепбърн, 4-ти граф на Ботуел – третият ѝ съпруг, за когото е широко разпространено мнението, че е виновен за убийството на лорд Дарнли.
- 1648 г. – Подписан е Вестфалският мирен договор, който слага край на Тридесетгодишната война.
- 1658 г. – В Елбасан е учреден първият еснаф на Балканите и в Османската империя – Табак.
- 1701 г. – Започва Войната за испанското наследство.
- 1755 г. – Основан е град Ларедо (Тексас), САЩ.
- 1800 г. – Наполеон Бонапарт преминава Алпите и нахлува в Италия.
- 1811 г. – Парагвай обявява независимост от Испания.
- 1867 г. – Четата на Филип Тотю със знаменосец Васил Левски преминава река Дунав край Свищов.
- 1879 г. – Княз Александър Богориди пристига в Пловдив и поема управлението на Източна Румелия.
- 1882 г. – Руският император Александър III въвежда Майските закони.
- 1892 г. – Стоян Михайловски написва стихотворението „Кирил и Методий“, което през 1901 г. с музиката на Панайот Пипков става химна „Върви, народе възродени“.
- 1917 г. – Нападение от четата на Коста Войнович на Босилеградско.
- 1918 г. – Влиза в действие първата в света въздушна пощенска служба между Ню Йорк, Филаделфия, Пенсилвания и Вашингтон.
- 1930 г. – Съставено е четиридесет и шестото правителство на България и третото начело с Андрей Ляпчев.
- 1935 г. – Открита е първата линия на Московското метро.
- 1940 г. – „Макдоналдс“ отваря първия си ресторант в Сан Бернардино, Калифорния.
- 1941 г. – Войски на Българска армия влизат в Ресен и Охрид и завземат островите Тасос и Самотраки в Бяло море.
- 1942 г. – Основан е Институт за български език към Българската академия на науките, който се занимава с изследване на състоянието, историята и диалектите на българския език.
- 1943 г. – Комунистическият интернационал е разпуснат.
- 1948 г. – Започва първата Арабско-израелска война.
- 1955 г. – Постигната е независимостта на Австрия.
- 1957 г. – Великобритания изпробва първата си водородна бомба на остров Молден, част от островите Лайн в Тихия океан.
- 1958 г. – СССР изстрелва Спутник-3.
- 1960 г. – СССР изстрелва Спутник-4.
- 1988 г. – Война в Афганистан (1979 – 1989): След повече от осем години воюване, Червената армия започва изтегляне от Афганистан.
- 1990 г. – Картината „Портрет на д-р Гаше“ от Винсент ван Гог е продадена за рекордните 82,5 милиона щатски долара и става най-скъпата картина.
- 1992 г. – Създадена е Националната служба по заетостта.
- 2008 г. – Калифорния става вторият американски щат след Масачузетс през 2004 година, който легализира еднополовите бракове.
- 2009 г. – Официално е открит „Музеят на тракийското изкуство“ в Симеоновград от президента на България Георги Първанов, министъра на културата Стефан Данаилов в присъствието на Техни Височества Акишино – принцът и принцесата на Япония.
- 2019 г. – Финал за Купата на България между пловдивските „Локомотив“ и „Ботев“ на ст. „Васил Левски“ в София. „Локомотив“ Пловдив печели трофея за първи път след победа с 1:0 с гол на Ален Ожболт с пета.
- 2022 г. – Финал за Купата на България между софийските грандове „Левски“ и „ЦСКА“ на ст. Васил Левски в София."Левски" печели трофея за двадесет и седми път след победа с 1:0 с гол на Илиян Стефанов с рикошет.

## Родени
- 1567 г. – Клаудио Монтеверди, италиански композитор († 1643 г.)
- 1633 г. – Себастиан дьо Вобан, френски военен инженер († 1707 г.)
- 1773 г. – Клеменс фон Метерних, австрийски политик († 1858 г.)
- 1845 г. – Иля Мечников, руски биолог, Нобелов лауреат († 1916 г.)
- 1848 г. – Виктор Васнецов, руски художник († 1926 г.)
- 1856 г. – Лиман Франк Баум, американски детски писател († 1919 г.)
- 1859 г. – Пиер Кюри, френски физик, Нобелов лауреат († 1906 г.)
- 1862 г. – Артур Шницлер, австрийски писател († 1931 г.)
- 1864 г. – Захария Шумлянска, българска просветна деятелка († 1937 г.)
- 1865 г. – Стефан Огнянов, български политик († 1940 г.)
- 1867 г. – Асен Николов, български военен деец († 1928 г.)
- 1870 г. – Васил Кирков, български актьор († 1931 г.)
- 1883 г. – Владимир Попанастасов, български поет († 1913 г.)
- 1884 г. – Добри Терпешев, български партизанин и комунист († 1967 г.)
- 1891 г. – Михаил Булгаков, съветски писател и драматург († 1940 г.)
- 1911 г. – Макс Фриш, швейцарски писател († 1991 г.)
- 1919 г. – Александър Геров, български писател († 1997 г.)
- 1923 г. – Ричард Аведън, американски фотограф († 2004 г.)
- 1926 г. – Драгомир Асенов, български писател († 1981 г.)
- 1926 г. – Питър Шафър, английски драматург († 2016 г.)
- 1937 г. – Мадлин Олбрайт, американски политик († 2022 г.)
- 1938 г. – Стефан Дамянов, български общественик, кмет на община Казанлък (2007 – 2011) († 2023 г.)
- 1940 г. – Карлос Билики, аржентински шахматист
- 1941 г. – Атанас Джурджев, български кардиолог († 2007 г.)
- 1941 г. – Робърт Ковалски, американски логик
- 1942 г. – Ристо Ячев, македонски писател († 2019 г.)
- 1943 г. – Георги Бакалов, български историк († 2012 г.)
- 1945 г. – Иван Герджиков, български психиатър († 2015 г.)
- 1947 г. – Люпко Петрович, сръбски футболен треньор
- 1951 г. – Франк Уилчек, американски физик, Нобелов лауреат през 2004
- 1953 г. – Майк Олдфийлд, английски музикант и композитор
- 1967 г. – Мадхури Диксит, индийска актриса
- 1970 г. – Юдит Херман, германска писателка
- 1979 г. – Улрике Алмут Зандиг, германска писателка
- 1981 г. – Патрис Евра, френски футболист
- 1987 г. – Анди Мъри, шотландски тенисист
- 1989 г. – Съни, корейска певица
- 1991 г. – Михаела Филева, българска певица
- 1993 г. – Евелин Костова, българска актриса
- 1996 г. – Бърди, английска певица

## Починали
- 392 г. – Валентиниан II, римски император (* 371 г.)
- 884 г. – Марин I, римокатолически папа (* неизв.)
- 1157 г. – Юрий Долгорукий, велик княз на Киевска Рус (* ок. 1099)
- 1482 г. – Паоло Тосканели, флорентински учен (* 1397 г.)
- 1634 г. – Хендрик Аверкамп, нидерландски художник (* 1585 г.)
- 1832 г. – Карл Фридрих Целтер, германски композитор (* 1758 г.)
- 1873 г. – Александру Йоан Куза, румънски владетел (* 1820 г.)
- 1881 г. – Цеко Петков, български революционер (* 1807 г.)
- 1886 г. – Емили Дикинсън, американска поетеса (* 1830 г.)
- 1924 г. – Пол д'Естурнел, френски политик, Нобелов лауреат (* 1852 г.)
- 1925 г. – Гео Милев, български поет, публицист и комунист (* 1895 г.)
- 1935 г. – Ховсеп Азнавур, османски архитект (* 1854 г.)
- 1935 г. – Казимир Малевич, украински художник (* 1878 г.)
- 1938 г. – Христофор Хесапчиев, български генерал (* 1858 г.)
- 1945 г. – Чарлз Уилямс, английски писател (* 1886 г.)
- 1954 г. – Атанас Буров, български политик (* 1875 г.)
- 1986 г. – Елио де Анджелис, италиански автомобилен състезател (* 1958 г.)
- 2008 г. – Уилис Лам, американски физик, Нобелов лауреат (* 1913 г.)
- 2012 г. – Карлос Фуентес, мексикански дипломат и писател (* 1928 г.)

## Празници
- Световен ден на климата
- Международен ден на семейството
- Международен ден на лицата, които отказват да служат в армия поради своите убеждения (Международен ден на убежденията по съвест)
- България – Празник на град Плевен
- Литва – Ден на Републиката
- Мексико, Южна Корея – Ден на учителя
- Парагвай – Ден на независимостта (декларирана, от Испания, 1811 г., национален празник)
- Словения – Ден на словенската армия